# Наннини, Ремиджио
Ремиджио Наннини (итал. Remigio Nannini; 1521, Флоренция — 1581, там же) — итальянский духовный писатель и поэт, переводчик, богослов.
Был монахом доминиканского ордена: уже вскоре после вступления туда начал продвигаться в нём по службе и в итоге занимал там самые важные посты. В 1569 году был призван в Рим папой Пием V, чтобы наблюдать там за изданием трудов св. Фомы.
Его работы достаточно разнообразны по своей тематике. Среди них есть лирические и пасторальные поэмы: «Rime» (Венеция, 1547), эклог «I due amati» (1595), «Egloga Pastorale», «Tursi» (1596), «Egloga»; переводы различных произведений античных и зарубежных авторов, а также латинских стихотворений Франческо Петрарки; труды по богословию и моральной философии: «Instituzione del bueno e beato vivere», «Summa de' casi di cocienza», «Orazioni in materia civile e criminale» (Венеция, 1561), «Considerazioni cento civili sopra l’Historie de Guicciardini» (Венеция, 1682); издания произведений историков и богословов (Виллани, св. Фомы, Каэтана).